# 'Aïn el Aneba
'Aïn el Aneba är en källa i Algeriet.   Den ligger i provinsen El Bayadh, i den nordvästra delen av landet, 500 km sydväst om huvudstaden Alger. 'Aïn el Aneba ligger 1 264 meter över havet.
Terrängen runt 'Aïn el Aneba är varierad.  Runt 'Aïn el Aneba är det mycket glesbefolkat, med 2 invånare per kvadratkilometer. Omgivningarna runt 'Aïn el Aneba är i huvudsak ett öppet busklandskap.